# اوروفون
اوروفون(به یونانی: Εὐρυφῶν) از مشاهیر پزشکی یونان است که به احتمال قوی در نیمه اول قرن پنجم قبل از میلاد می زیست. او از اهالی کنیدوس در کاریا بود و در مدرسه پزشکی کنیدوس تدریس می کرد. وی یکی از بزرگترین پزشکان مدرسه مزبور بود.
سورانوس معتقد است وی همزمان با بقراط می زیست اما از او مسن تر بود.
اوروفون مطالعاتی در کالبد شناسی داشت ، کتابی درباره تب کبود نوشت ، ذات الجنب را یک بیماری ریوی می دانست ، سل را با شیر و آهن زنگ زده درمان می کرد ، نارسایی در تخلیه مدفوع را از عوامل بیماری می دانست و بالاخره اعتقاد داشت خونریزی هم از سرخ رگ‌ها و هم از سیاه رگ‌ها اتفاق می افتد.